# Pomnik Pomordowanych Profesorów Lwowskich
Pomnik Pomordowanych Profesorów Lwowskich – pomnik położony na skwerze profesora Kazimierza Idaszewskiego, przy placu Grunwaldzkim we Wrocławiu, w otoczeniu kompleksu budynków Politechniki Wrocławskiej (pomiędzy budynkami D1 i D2). Upamiętnia mord profesorów lwowskich dokonany po rozpoczęciu okupacji Lwowa przez III Rzeszę 4 lipca 1941 roku oraz 11 i 26 lipca 1941 roku (zabito wówczas 25 pracowników naukowych lwowskich szkół wyższych oraz 19 członków ich rodzin). 
Autorem pomnika jest Borys Michałowski, wrocławski rzeźbiarz i profesor Państwowej Wyższej Szkoły Sztuk Plastycznych, a jego dzieło zaliczane jest do ważniejszych przykładów współczesnych rzeźb. 
Pomnik przedstawia dwie stylizowane postacie osób w pełnej ekspresji scenie rozstrzelania. Ta część pomnika wykonana jest z masy ceramicznej i umieszczona na postumencie. Cokół obłożony jest marmurowymi płytkami. Tu umieszczono napis:

NASZ LOS PRZESTROGĄ.

Inicjatorem budowy pomnika i upamiętnienia zamordowanych naukowców lwowskich było początkowo środowisko naukowe i uczelniane Wrocławia, a także uczelni z Gliwic, później z całej Polski. Utworzono w 1954 roku Międzyuczelniany Komitet Uczczenia Pamięci Lwowskich Pracowników Nauki, który podjął odpowiednie działania, w celu zdobycia funduszy i budowę pomnika. Budowa tego pomnika we Wrocławiu wiązała się z przejęciem przez miasto schedy uczelni lwowskich, a także niemożnością postawienia takiego pomnika we Lwowie, co udało się dopiero 3 lipca 2011 roku.
Odsłonięcie pomnika nastąpiło 3 października 1964 roku, podczas inauguracji roku akademickiego wrocławskich uczelni wyższych. Uroczyste przemówienie wygłosił wówczas Stanisław Kulczyński – ówczesny zastępca przewodniczącego Rady Państwa i pierwszy powojenny rektor Uniwersytetu i Politechniki Wrocławskiej. 

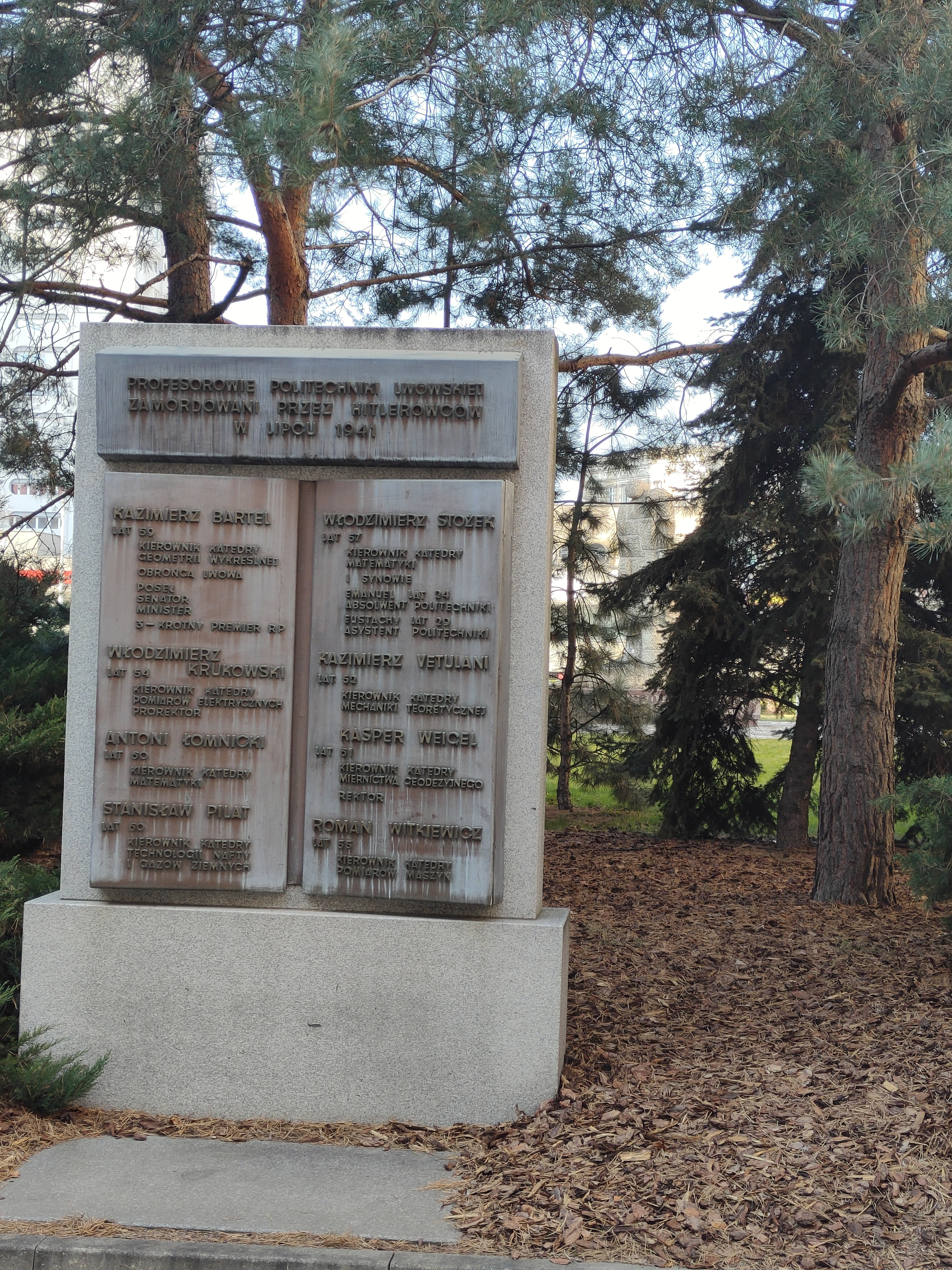
Tablica pomordowanych profesorów lwowskich

Przed ostatecznym wyborem miejsca, w którym ustawiono pomnik, wykonano model pomnika w skali 1:1, który był ustawiany w plenerze celem optymalnego doboru miejsca ustawienia gotowego monumentu. Początkowo wskutek nakazu ówczesnych władz PRL istniał na pomniku napis, że został on wystawiony ku czci wszystkich polskich naukowców zabitych i zmarłych w czasie okupacji hitlerowskiej. W 1981 roku zamontowano dodatkowo tablicę, ufundowaną przez senaty szkól akademickich Wrocławia, z inskrypcją zawierającą między innymi nazwiska pomordowanych profesorów.